# Huawei Y
Huawei Y je levnější řada (2–8 tis. Kč) mobilních telefonů a tabletů of firmy Huawei. Výroba těchto telefonů byla zahájena v roce 2012 typem Huawei ascend Y a probíhá dodnes. Série patřící do této řady: Y3,Y5,Y6,Y7,Y8,Y9. 
| Nejznámější prodávané telefony v Česku: | Nejznámější prodávané telefony v Česku: | přibližná cena |              |
| −                                       | Huawei Y7 2019                          | 4600 Kč        | 4600 Kč      |
| −                                       | Huawei Y7 2018 (prime)                  | 3500 Kč        | 3500 Kč      |
| −                                       | Huawei Y6                               | neprodává se   | neprodává se |
| −                                       | Huawei Y6 II compact                    | neprodává se   | neprodává se |
| −                                       | Huawei Y6 II                            | neprodává se   | neprodává se |
| −                                       | Huawei Y6 pro                           | neprodává se   | neprodává se |
|                                         | Huawei Y6 2017                          | 3000 Kč        |              |
| −                                       | Huawei Y6 2018 (prime)                  | 3400 Kč        | 3400 Kč      |
| −                                       | Huawei Y5                               | neprodává se   | neprodává se |
| −                                       | Huawei Y5 II                            | neprodává se   | neprodává se |
| −                                       | Huawei Y5 2018                          | 2800 Kč        | 2800 Kč      |
| −                                       | Huawei Y3                               | neprodává se   | neprodává se |
| −                                       | Huawei Y3 II                            | neprodává se   | neprodává se |